# Agence nationale du domaine et du foncier (Bénin)
L'Agence Nationale du Domaine et du Foncier, en abrégé ANDF, est un établissement public à caractère technique et scientifique, doté de la personne morale et de l'autonomie financière créé par décret N°416 de la loi n°2013-01 du 14 août 2013 portant code foncier et domanial en République du Bénin.

## Description
Placée sous la tutelle du ministère de l'économie et des finances, l’ANDF a pour mission la sécurisation et la coordination de la gestion foncière en République du Bénin, ainsi que la mise en œuvre des politiques, stratégies et programmes de l’État sur le plan foncier et domanial.

## Gouvernance et composition
L’ANDF est dirigée par un conseil d'administration présidé par le directeur de cabinet du ministère de l'économie et des finances. Le conseil d'administration se réunit régulièrement lors de deux sessions ordinaires par an et des sessions extraordinaires au besoin,.

## Siège
La direction générale de l’ANDF est à Cotonou au quartier Sainte-Rita sous  l'autorité d'un directeur général. L’Agence Nationale du Domaine et du Foncier a 14 démembrements dans les communes du pays appelés Bureaux Communaux du Domaine Foncier (BCDF),.

## Imagerie

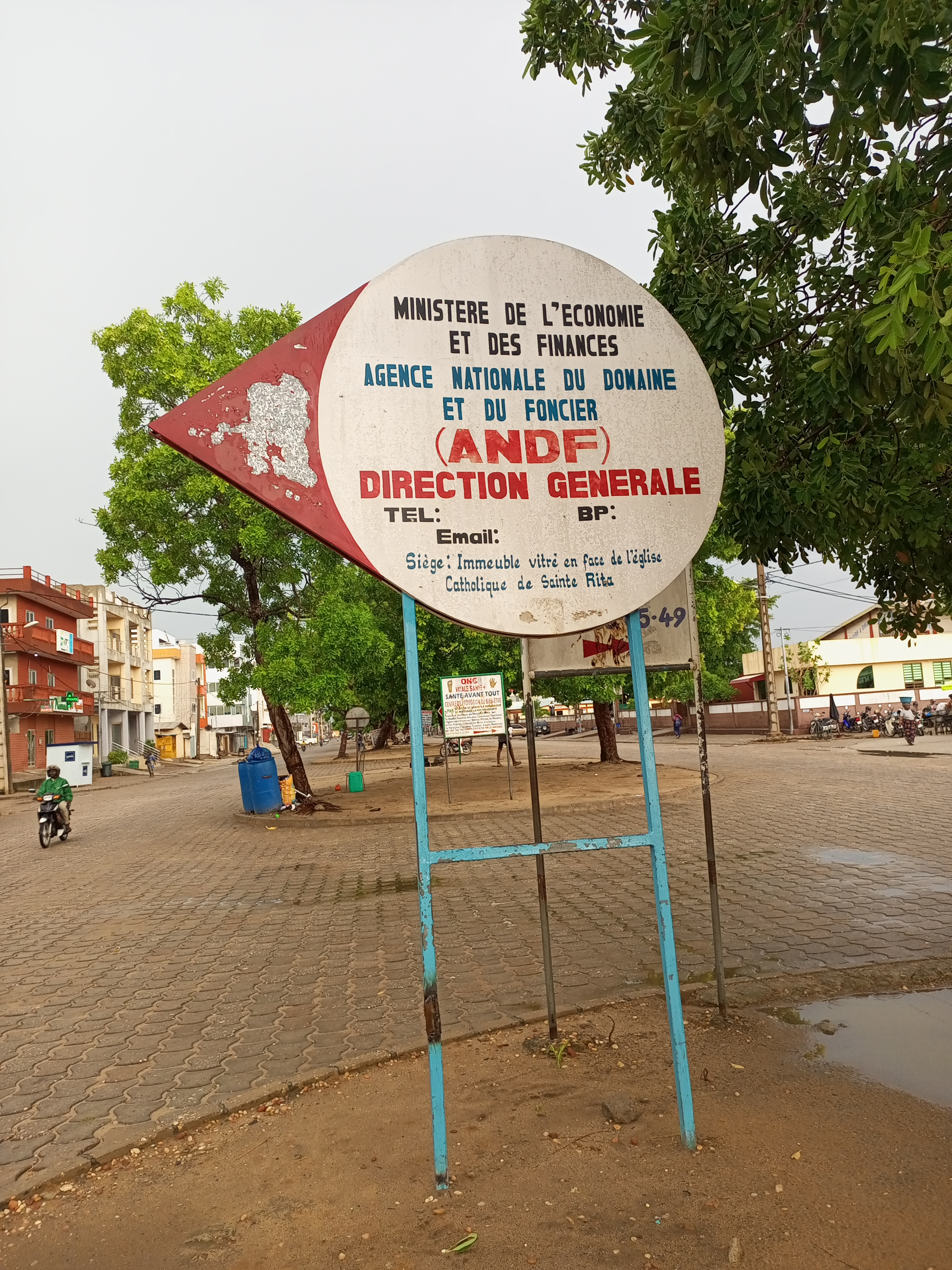
Agence Nationale du Domaine et du Foncier
- Siège de l'Agence Nationale du Domaine et du Foncier Vidéo